# Сликарство поља боје
Сликарство поља боје (енгл. color field painting) је настало половином 20. вијека када је група америчких сликара кренула да користи велике површине (платна) засићене боје која ће добити име поља боје (енгл. color field).
У почетку то је једна од двије струје апстрактног експресионизма. Најистакнутији представници сликарства поља боје су Клејфорд Стил, Барнет Њумaн и Марк Ротко. Ови умјетници су радили у линији са импресионизмом, концентришући се на вибрацију боје на површини платна, умјесто на конструисање једног сликовног простора. Под утицајем Хелен Франкенталер, Мориса Луиа и Кeнета Ноланда, развили су властити стил који се заснивао на употреби врло течне боје која је наношена манипулисањем подлоге, односно платна слике. Тиме је сликарство постало чиста боја, скоро нематеријално.